# Chadrack Lufile
Chadrack Lufile (Kinshasa, 11 settembre 1990) è un ex cestista della Repubblica Democratica del Congo con cittadinanza canadese.